# メック (予備校)
株式会社メック（英語: Medical Evaluation Center Co., Ltd.）は日本の医学教育支援企業（医師国家試験予備校を全国5カ所に展開）。医師人材紹介、医学書の出版も行う。

## 事業内容
医学教育支援として、予備校運営や教育、医師コンサルティングなどの事業を展開している。予習→講義→確認→復習→反復という「メック合格メソッド」によって、国試合格に必要な知識と解法力を確実に身に付けるとする。ほかにメック会員の成績を確認・分析し、国試合格にむけてサポートを行う「ラーニングインストラクター」、演習履歴を残す「MECiチューター」、国家試験過去問・解説検索サービスがある。独自の模試も展開している。

## 沿革
- 1982年 - 株式会社メック設立（東京校、大阪校、福岡校、金沢校開校）
- 1995年 - 名古屋校開校
- 2005年 - CBT模擬試験、CBT対策講座開始
- 2007年 - 「個人指導」「合宿生講義」開始
- 2010年 - 研修医・医学生のための「iCrip」サイト開設、フリーマガジン発行
- 2011年 - 国家試験直前講義「LAST MESSAGE」開始、医学生のためのマッチングイベント事業開始
- 2013年 - グループ会社化
- 2015年 - 医師・医学生のためのショッピングサイト「Grand Market Ouen」開設
- 2017年 - 医師向け教育コンテンツ「MEC総合内科専門医模擬試験」「MEC外科専門医試験対策講座」開始
- 2018年 - 過去10年分以上の国試問題と解説検索ができる「MECサーチ」開設
- 2019年 - 業界初、ITによる学習サポート「MEC iチューター」開始、医学生と医師のためのポータルサイト「MEC Found」開設、全国医学生マイページ「MECマイページ」開設

## 本校・予備校所在地
- 本社：〒101-0061 東京都千代田区神田三崎町1-3-12 水道橋ビル6F
- 東京校：〒101-0061 東京都千代田区神田三崎町1-3-12 水道橋ビル4F
- 大阪校：〒530-0014 大阪府大阪市北区鶴野町1-9梅田ゲートタワー11F
- 福岡校：〒812-0016 福岡県福岡市博多区博多駅南1-8-36 シティ15ビル8F
- 名古屋校：〒460-0003 愛知県名古屋市中村区錦1-5-13オリックス名古屋錦ビル3F
- 金沢校：〒920-0267 石川県河北郡内灘町大清台242

## 出版物
- 『主要症候ハンドブック』2013年12月　ISBN 978-4-944100-37-8
- 『解剖ノート』2016年5月
- 『平成30年版医師国家試験出題基準』2017年1月
- 『医師国家試験 科目別問題・解説集』
- 『医師国家試験 分野別問題・解説集』
- 『医師国家試験 習熟判定・問題解説集』
- 『第113回医師国家試験標準解説集（電子書籍）』2019年7月